# زواگدایک
زواگدایک (به هلندی: Zwaagdijk-Oost) یک منطقهٔ مسکونی در هلند است که در میدم‌بلیک واقع شده‌است. زواگدایک ۱٬۱۳۹ نفر جمعیت دارد.